# Huchavvanahalli, Jagalur
Huchavvanahalli là một làng thuộc tehsil Jagalur, huyện Davanagere, bang Karnataka, Ấn Độ.